# Peter Truttmann

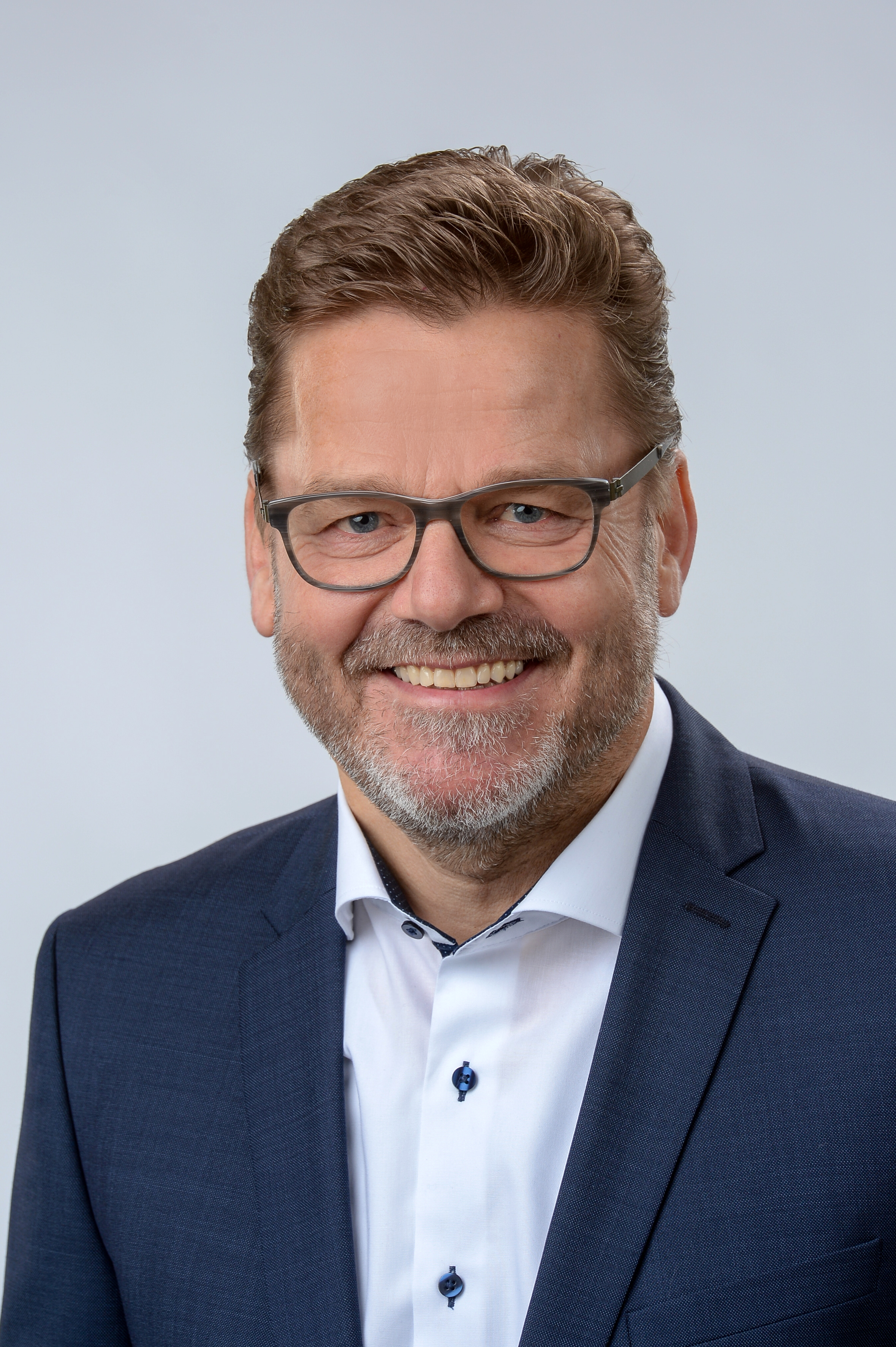
Peter Truttmann (2022)

Peter Truttmann (* 25. Februar 1965 in Ennetbürgen; heimatberechtigt in Bauen) ist ein Schweizer Politiker (GLP) mit Ausbildung zum Ing. FH/Executive MBA. Er ist seit 2022 Regierungsrat des Kantons Nidwalden.

## Herkunft, Ausbildung und Beruf
Peter Truttmann ist in Ennetbürgen geboren und aufgewachsen. Nach dem Kollegium in Stans absolvierte er eine Lehre als Käser/Molkerist. Von 1990 bis 1993 studierte er an der Berner Fachhochschule, Hochschule für Agrar-, Forst- und Lebensmittelwissenschaften HAFL in Zollikofen, als Ing. FH, Fachrichtung Milchwirtschaft. Von 2002 bis 2004 absolvierte er das Nachdiplomstudium MWS/HSW Luzern zum Executive MBA.
Die Lehre machte er bei der heute weltweit tätigen Emmi-Gruppe in Emmen. In den Jahren 1993/1994 arbeitete er als Trainee Exchange bei Roth Käse USA Ltd. in Monroe (Wisconsin), USA. Von 1995 bis 2008 war er bei der Emmi-Gruppe in verschiedenen Führungspositionen tätig, zuletzt als Bereichsleiter der Mittelland-Molkerei in Suhr. In den Jahren 2008–2016 war er Bereichsleiter Arbeit und Berufliche Integration in der Stiftung Brändi in Kriens. Von 2016 bis 2020 leitete er als Geschäftsführer die Stiftung Rütimattli in Sachseln, bevor er 2020–2022 die Geschäftsführung der Stiftung Integra in Wohlen übernahm.

## Politik
Am 13. März 2022 wählte ihn das Nidwaldner Stimmvolk im ersten Wahlgang in den Regierungsrat. Er ist erst der zweite GLP-Regierungsrat in der Schweiz. Von 2012 bis 2014 war er Gemeinderat in Ennetbürgen, in den Jahren 2014–2020 im Amt als Gemeindepräsident.

## Privat
Peter Truttmann ist verheiratet und Vater von zwei Kindern.